# Litosfär

Litosfären betecknas med nr 4 på bilden som inte är skalenlig. Litosfären är i verkligheten mycket tunnare i jämförelse med jordens radie.

Litosfären (av grekiska líthos, sten, och sphaîra, sfär) är det yttersta fasta lagret på stenplaneter och månar. Jordens litosfär består av jordskorpan och den yttersta delen av manteln. Gränsen mellan jordskorpan och manteln utgörs av Mohorovičić-diskontinuiteten vilken bär upp kontinentalplattorna. I relation till jordens diameter är litosfären mycket tunn, cirka 100 km. Under litosfären finns den mer plastiska astenosfären. Utanför litosfären ligger hydrosfären (vätska, vatten), biosfären (livet, ekosystemen) och atmosfären (gas, luft).